# Beravci
Beravci är en ort i Kroatien.   Den ligger i länet Brod-Posavina, i den östra delen av landet, 210 km öster om huvudstaden Zagreb. Beravci ligger 82 meter över havet och antalet invånare är 969.
Terrängen runt Beravci är mycket platt. Runt Beravci är det ganska tätbefolkat, med 96 invånare per kvadratkilometer. Närmaste större samhälle är Đakovo, 17,5 km norr om Beravci. Trakten runt Beravci består till största delen av jordbruksmark.